# Crypthelia trophostega
Crypthelia trophostega is een hydroïdpoliep uit de familie Stylasteridae. De poliep komt uit het geslacht Crypthelia. Crypthelia trophostega werd in 1938 voor het eerst wetenschappelijk beschreven door Fisher. 